# 斯特里姆伍德 (伊利諾伊州)
斯特里姆伍德（英語：Streamwood）是位於美國伊利諾伊州庫克縣的一個村落。

## 地理
斯特里姆伍德的座標為42°01′14″N 88°10′24″W / 42.02056°N 88.17333°W，而該地最高點為海拔高度246米（即807英尺）。

## 人口
根據2010年美國人口普查的數據，斯特里姆伍德的面積為20.25平方千米，當中陸地面積為20.17平方千米，而水域面積為0.08平方千米。當地共有人口39858人，而人口密度為每平方千米1,968人。